# 今天 (碎南瓜乐队歌曲)
《今天》（英語："Today"）是美国另类摇滚乐队碎南瓜的一首歌曲，由主唱兼吉他手比利·考根创作。这首歌表面上欢快，但歌词内容却显阴暗。考根在歌中描绘自己某天想要自杀，副歌部分还出现了有关自残的内容。歌曲中冷酷的主题和柔和的器乐部份形成鲜明对比，再加上歌词中反复出现的反讽手法，导致许多听众对其中的抑郁和绝望毫无察觉。歌词在宁静、梦幻般的诗句和强劲的副歌间交替，乐曲层次分明，扭曲的吉他声很像我的血色情人节嘈杂的吉他摇滚。
《今天》于1993年9月发行，是碎南瓜乐队第二张唱片《连体之梦》的第二首单曲，这张唱片也是该乐队的首张大唱片。虽然考根选择以唱片主打单曲《天使摇滚》作为开场曲，但网站认为，正是这首《今天》和其后的一首《撤防》为乐队打响了知名度，并将《连体之梦》“送上云际”。《今天》获得评论家的普遍好评，《搅拌机》杂志刊文称，这首歌已“成为这代人的代表性歌曲之一，取得了非凡的成就，完美折射出20世纪90年代美国青年的代沟和疏离”。

## 背景及录制过程
碎南瓜乐队于1991年5月发布的首张专辑《吉许》（Gish）获得了一点点微小的成绩，炒作宣传中盛赞他们会成为“下一个涅槃乐队”。但是，乐队在这一时期实际上遭遇了许多困难。鼓手吉米·钱柏林（Jimmy Chamberlin）的海洛因毒瘾日趋严重；本为情侣的井叶吉伸和达茜·威兹基（D'arcy Wretzky）也在不久前分手；比利·考根（Billy Corgan）体重超标，还抑郁到了有自杀倾向的程度，而且深受脑闭塞的困扰。回忆这段时期，考根表示：“第一张专辑（发行）后，我已经有了非常强烈的自杀倾向。那段抑郁期长达8个月，可能会多或者少1个月吧，我有2到3个月都一心想要自杀”。带着重重压力和不稳定因素，碎南瓜乐队前往亚特兰大的马蹄声录音室，录制《吉许》的后续作品。
《今天》是考根为《连体之梦》（Siamese Dream）创作的第一首歌曲。考根表示：“写出《今天》的次日，我的经纪人听了这首歌，他说‘会火’。我想从一定角度上来说，的确是火了”。考根自行录制了一段演示曲段并请制作人布奇·维格（Butch Vig）和乐队其他成员聆听，大家都有积极的回应。《今天》已经拥有和弦进程和旋律，但考根觉得歌曲开头应该采用即兴重复段。他对此表示：“我脑子里突然有一天就响起了歌曲开头的一系列音符。我把开场时的即兴重复段加进来之后，歌曲的性质发生了根本性改变。一下子的事，这首本来很宁静的歌曲就变得非常洪亮。”此后不久，维京唱片公司高管在得知乐队遇到的困难后前来视察，但他们也对考根的演示曲段感到满意。唱片公司的反响让考根感受到更大的压力，为此他亲自录制了绝大部分吉他和贝斯曲段，这些段落也成为《今天》最终版本的组成部分。
《连体之梦》的完成时间比原订截止日期晚了4个月之久，而且预算也大幅超支。维京唱片公司高管认为《今天》很适合作为专辑的第一首曲目，但考根希望采用《天使摇滚》（Cherub Rock），这是他为专辑创作的最后几首歌曲之一。最终，《天使摇滚》成为《连体之梦》的首张单曲，但反响一般。《今天》则通过大范围的电台播放和成功的音乐视频给乐队带来了人气。

## 歌曲结构和歌词

《今天》开头的吉他引子，全长4个节拍并循环往复。

《今天》为降E大调（♭），以标准定弦演奏。考根一度考虑将吉他的音阶调低半音，再按E大调演奏，但很快就改变了主意，对此他表示：“♭（大调）的声音里面有某些我很喜欢的东西。所以我完全就是有意要选择♭而非。”《连体之梦》中有几首歌曲的吉他和贝斯部分并非井叶吉伸和达茜·威兹基演奏，而是考根亲自诠释，《今天》就是其中之一，他这样做是为了确保乐曲声音的品质。威兹基之后表示，考根“可以把一些可能要录上20次的东西只录3次就完成。”
歌曲全长3分21秒，以一小节的降大调五声音阶吉他即兴重复段开始。考根通过这一重复段（伴随着各种变奏）来强调歌曲中的某些部分并表现歌曲的变化。这一小节重复了4次之后，其他乐器及吉他的声音相应加入。网站的奈德·拉杰特（Ned Raggett）称赞考根的吉他演奏技术“很快就会成为商标”，他的风格将我的血腥情人节的催眠式即兴重复段起到了让人更容易接受的效果，歌曲在治疗风格的平静曲段和洪亮的声响之间转变的能力值得称道。歌曲副歌部分是由多个吉他演奏巴利和弦，这一段落也表明，乐队有意将多段节奏吉他曲段叠加起来。歌曲中没有标准的吉他独奏，但在两个段落桥接的部分有短暂的吉他旋律。对此考根表示：“和弦的吉他小段实际上是我们把一截原本在前面的曲段挪到了后面。这样麦克风周围就出现了一种很奇怪的声音效果，听起来好像‘耶——耶——耶——耶’，这段是使用罗兰空间回声插件将歌词‘’（意为“我想挑逗你”）最后一个字的声音再现。”
《今天》的歌词黑暗而富于讽刺意味，描绘考根心情沮丧，想要自杀的一天，与器乐情调形成鲜明对比。迈克尔·斯奈德（Michael Snyder）在《旧金山纪事报》上表示，这首歌属于“彻底的摇滚民谣”，但“考根却成功传达出他所希望表现的兴奋和悲壮”。考根在接受《滚石》杂志采访时称，“我曾经真的很想自杀……我就想，要是写首歌说今天是你一生中最伟大的一天，因为这辈子都不可能再糟了的话应该会很有趣”。考根之后将《今天》和《撤防》的歌词相提并论，称这些词句对他来说“可是掏心掏肺了”。

## 音乐视频
《今天》的音乐影片由斯蒂芬·赛德纳维执导，发行后得以在音乐电视网反复播放，为乐队带来更多的主流市场认同。这段视频于1993年9月首发，拍摄采用的摄影器材档次较低，导致视频品质不佳，但与碎南瓜之前的多部音乐视频一样，这实际上是乐队在风格上有意为之。科根表示，视频中的情节源自他的回忆，他记得有位冰淇淋卡车司机在辞职期间把剩下的冰淇淋都送给邻里的孩子。这一情节又与赛德纳维对电影《扎布里斯基角》产生的情感相融合。《今天》的音乐视频收录在2001年发行的《非凡人物樂團——音樂錄影帶精選》（The Smashing Pumpkins – Greatest Hits Video Collection (1991–2000)）中。
视频一开始，考根身穿冰淇淋销售员制服，正在看漫画书。歌曲正式开始前，最开头的小节重复演奏了多次，中间伴有停顿。考根驾驭冰淇淋车穿过沙漠，周围有形形色色的人相互亲吻，有时是两人，有时是多人。考根让身穿裙装的井叶吉伸上车后继续前行，然后停在加油站前，钱柏林和威兹基以加油站服务员的形象出场。井叶吉伸换上黄色和白色的牛仔装，乐队成员将车漆成多种颜色，然后一起上车继续前进，路边的山上出现更多人相互亲吻。最终，另外几个人把考根赶下车后上路，视频的最后一个镜头是考根头戴牛仔帽，独自一人在路上行走。

## 反响
《今天》获得评论员的普遍好评。网站的奈德·拉杰特称赞歌曲就像一轮“一次性的猛攻”，同时也是“朗朗上口、红极一时的单曲”。约翰尼·布莱克（Johnny Black）在《搅拌机》（Blender）杂志发文指出，这首歌已“成为这代人的代表性歌曲之一，取得非凡的成就，完美折射出20世纪90年代美国青年的代沟和疏离”。罗伯特·克里斯特高（Robert Christgau）认为，《今天》是《连体之梦》的其中一首抢眼之作。不过，《唱针杂志》（Stylus Magazine）的布雷特·希克曼（Brett Hickman）认为，“《今天》听起来无论如何都不可能让人感到新鲜。这正是电台和音乐电视台毁掉一首好歌的典型例子”。《今天》在《视点周报》（Eye Weekly）的年终最佳单曲名单上位居榜首，还在《新音乐快递》的年终最佳单曲中排到第32位。
《今天》是碎南瓜乐队早期最成功的单曲之一，也是将乐队带入主流乐坛的歌曲之一。歌曲发行时创下碎南瓜单曲销售业绩的新纪录，最高在《告示牌》另類歌曲電台榜上排至第4，还在《公告牌》主流摇滚歌曲榜上最高排至第28，并且一度登上英国单曲榜的第44位，是乐队第一首登上该榜的歌曲。之后，英国广播公司的丹·塔利斯（Dan Tallis）在评价碎南瓜最热卖的唱片《烂苹果》（Rotten Apples）时称，《今天》的成功，“让这个冷门另类乐团进入了大球场摇滚乐的地盘”。网站的尼克·西尔维斯特（Nick Sylvester）也有类似看法，称《今天》就像“碎南瓜的红地毯，引领他们进入另类摇滚电台的荣耀兄弟会”。

### 荣誉
| 媒体           | 国家   | 荣誉                           | 年份 | 排名 |
| -------------- | ------ | ------------------------------ | ---- | ---- |
| 《视点周报》   | 加拿大 | 年度单曲                       | 1993 | 1    |
| 《新音乐快递》 | 英国   | 年度单曲                       | 1993 | 32   |
| 《搅拌机》     | 美国   | 史上最佳歌曲                   | 2001 | *    |
| 《》           | 英国   | 史上最佳1001首歌曲（2003年版） | 2003 | 462  |
|                | 美国   | 史上最佳500首现代摇滚歌曲      | 2006 | 63   |

（*）表示没有排名。

## 其它发行版本
碎南瓜的多张正式发行唱片中都收录了《今天》，例如乐队最畅销的唱片《烂苹果》和《连体单曲》（Siamese Singles）。乐队在故乡芝加哥现场演出《今天》的录像收录在1994年发行的音乐视频专辑，以及一起发行的唱片中，网站的克里斯·达伦（Chris Dahlen）称赞这是段“凯旋的录音”。芝加哥的这次现场演出还有另一个录制版本，收录在宣传专辑《芝加哥现场23.10.95》（Live in Chicago）中，并且有14卷《碎南瓜现场》专辑中收录了这首歌曲。另外，许多碎南瓜乐队的盗版唱片中收录了不同版本的《今天》，例如《不插電：100%原音重現》（Unplugged: 100% Pure Acoustic Performances）就收录了歌曲的原音樂录音和非正式的现场录音版本。
少数合辑唱片中也收录了《今天》。例如由（意为《旋律制作商》）赞助汇编的“英国独立音乐时间囊”——“独立歌曲20强”第18卷第4首歌曲就是《今天》。由音乐电视网出品，收录20世纪90年代早期畅销单曲的荷兰进口双碟专辑也收录了这首歌曲。

### 翻唱版本
多张纪念专辑中收录了《今天》的翻唱版本。2001年发行的《哥特——工业向碎南瓜乐队致敬》（A Gothic–Industrial Tribute to The Smashing Pumpkins）中就收录了工业乐队闪灵（Shining）诠释的《今天》舞曲版本。灵魂音乐家所罗门·伯克（Solomon Burke）的儿子小所罗门·伯克（Solomon Burke Jr.）以摩城风格表演了“截然不同”的《今天》版本，该版本收录在专辑《帕奇午夜：向碎南瓜乐队致敬》（Midnight in the Patch: Tribute to The Smashing Pumpkins）中。其他纪念专辑中的《今天》翻唱版本还包括：《你心中的杀手：致敬碎南瓜乐队》（The Killer in You: A Tribute to Smashing Pumpkins）中睡眠装甲乐队表演的版本，《幽灵儿童/朋友和敌人》（Ghost Children/Friends and Enemies）中表演的版本。此外，日本嘻哈乐团在歌曲（意为《感恩岁月》）中采用了《今天》的吉他主题段落。约翰·克雷吉（John Craigie）的唱片（意为《离开火线》）中也翻唱了《今天》。在獵鹿人（Deerhunter）主唱布拉德福德·考克斯（Bradford Cox）和考根發生法律糾紛後，獵鹿人在2015年重新將這首歌帶上舞台，其中歌曲開場的即興重複段「被改造成10分鐘長的噪音流行即興創作。」2020年，水果蝙蝠（Fruit Bats）發行了《今天》的「輕快翻唱」以及整張《暹羅之夢》的重製版。A·G·庫克在2020年發行的出道專輯《7G》中也翻唱了這首歌，他並在他的後續混音專輯《Apple vs. 7G》中以《Today (Dream Mix)》為名再次翻唱致敬，採用了迥異的和弦進行。

## 曲目
单曲
1. 《今天》（"Today"）——3:22
2. 《你好凯蒂猫》（"Hello Kitty Kat"）——4:32
3. 《模糊》（"Obscured"）——5:20

7英寸单曲
1. 《今天》（"Today"）——3:22
2. 《冷漠的最后一吻》（"Apathy's Last Kiss"）——2:42

日本单曲
1. 《今天》（"Today"）——3:22
2. 《你好凯蒂猫》——4:32
3. 《模糊》（"Obscured"）——5:20
4. 《法国电影主题曲》（"French Movie Theme"）——3:49
5. 《冷漠的最后一吻》（"Apathy's Last Kiss"）——2:42

## 主创人员
- 吉米·钱柏林——鼓手
- 比利·考根——吉他、主唱、制作
- 井叶吉伸——吉他
- 布奇·维格——制作
- 达茜·威兹基——低音吉他

## 销售排行
| 排行榜（1993-94年）              | 最高 排名 |
| -------------------------------- | --------- |
| 加拿大（《》最热单曲榜）         | 82        |
| 新西兰（新西兰唱片音乐协会）     | 27        |
| 英國（官方榜單公司單曲榜）       | 44        |
| 美國（《公告牌》百强电台歌曲榜） | 56        |
| 美國（《公告牌》榜外單曲榜）     | 3         |
| 美國（《告示牌》另類歌曲電台榜） | 4         |
| 美國（《告示牌》主流搖滾歌曲榜） | 28        |